# Preis für Stadtbildpflege der Stadt München 2005
Zu dem Wettbewerb Denkmalschutz und Neues Bauen 2005 waren 21 Bewerbungen eingegangen. Eine Beschlussvorlage für die Sitzung des Ausschusses für Stadtplanung und Bauordnung des Münchner Stadtrats am 26. April 2006 sah vor, drei Teilnehmern den Preis für Stadtbildpflege der Stadt München zuzuerkennen und drei weiteren Teilnehmern eine lobende Erwähnung auszusprechen. Der Beschluss des Ausschusses folgte dem Antrag der Vorlage.

## Preisträger
| Bild | Adresse, Name                           | Stadtteil | Baumaßnahme                                    | Bauherr(en)                                                      | Architekt(en)                            | Baudenkmal                                | Anmerkungen                                                                      |
| ---- | --------------------------------------- | --------- | ---------------------------------------------- | ---------------------------------------------------------------- | ---------------------------------------- | ----------------------------------------- | -------------------------------------------------------------------------------- |
|      | Marstallplatz (Allerheiligen-Hofkirche) | Altstadt  | Umbau zum multifunktionalen Veranstaltungsraum | Bayerische Verwaltung der staatlichen Schlösser, Gärten und Seen | Guggenbichler + Netzer Architekten GmbH  | Bauwerk                                   | neue Elemente mit Abstand zu alten eingebaut, um klar Neues und Altes zu trennen |
|      | Franz-Prüller-Straße 11                 | Au        | Sanierung, Wiederaufbau und Anbau              | Nikolaus Dohrn und Cornelia Schmidt                              | Dohrn Schmidt Architekten                | Bauwerk & Ensemble (Franz-Prüller-Straße) | Instandsetzung des Altbaus, moderner Erweiterungsbau an der Gartenseite          |
|      | Nymphenburger Straße 125 (Rückgebäude)  | Neuhausen | Sanierung und Erweiterung                      | Ingeborg Eichmüller                                              | Allmann Sattler Wappner Architekten GmbH | Bauwerk                                   | u. a. zurückgesetzte Dachgeschossaufstockung mit Flachdach                       |

## Lobende Erwähnungen
| Bild | Adresse, Name                                      | Stadtteil  | Baumaßnahme                                       | Bauherr(en)                           | Architekt(en)                                      | Baudenkmal                           | Anmerkungen                                                                                                   |
| ---- | -------------------------------------------------- | ---------- | ------------------------------------------------- | ------------------------------------- | -------------------------------------------------- | ------------------------------------ | --- |
|      | Dom-Pedro-Platz 2 (Grundschule am Dom-Pedro-Platz) | Neuhausen  | Einbau einer Turnhalle im Dachgeschoss der Schule | Landeshauptstadt München              | Herbert Meyer-Sternberg                            | Bauwerk                              | sensibler Eingriff in den Dachstuhl und Beibbhalten dessen konstruktiver Elemente vor einer hellen Verglasung |
|      | Bernauer Straße 5                                  | Ramersdorf | Umbau und Erweiterung                             | Mathias Schmuderer und Susanne Burger | Jürke Architekten, Joachim Jürke                   | Ensemble (Mustersiedlung Ramersdorf) | Anbau aus Pfostenkonstruktion mit teilweise siebbedruckten Isolierglasscheiben                                |
|      | Landsberger Straße 486 (Pasinger Rathaus)          | Pasing     | Erweiterung                                       | Landeshauptstadt München              | landau + kindelbacher Architekten-Innenarchitekten | Bauwerk                              | neuer Baukörper zwischen hoher Rathausbebauung und niedriger Umgebungsbebauung eingefügt                      |